# Qüestió homèrica

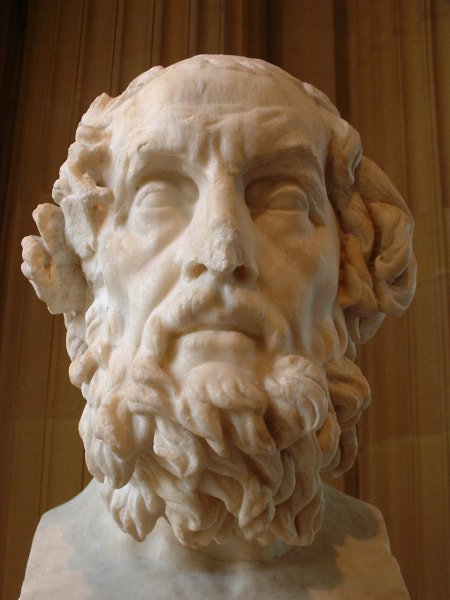
Bust d'Homer, còpia romana d'un original grec del segle III aC.

La qüestió homèrica és el debat en Filologia clàssica sobre la identitat del poeta Homer. Tot i ser un tema ja tractat pels comentaristes d'Alexandria, és a partir de la publicació dels Prolegomena ad Homerum (1795) de Friedrich August Wolf que va esdevenir un debat central per a la filologia.
La qüestió homèrica comprèn essencialment les següents preguntes:
- Va ser Homer un poeta individual o el seu nom és un terme equívoc per a designar una llarga tradició poètica de caràcter anònim?
- En el segon cas, amb quina fidelitat es va transmetre aquesta tradició, i quan es va fixar definitivament?
- La Ilíada i l’Odissea són obres del mateix autor?

Aquestes preguntes, amb les seves variants i interrogants relacionats, han anat rebent diferents respostes i teories al llarg dels anys per part dels estudiosos. Per bé que inicialment se n’ocupaven els hel·lenistes, a partir de les investigacions de Milman Parry a principis de segle xx va passar a ser també objecte d’estudi pels especialistes en cultures orals. No hi ha encara un consens unànime sobre com resoldre la qüestió.

## La qüestió homèrica a l’antiguitat
Les dades biogràfiques sobre Homer de què disposem a les fonts grecollatines són tardanes i contradictòries. Set ciutats de la Jònia es disputaven la pàtria del poeta, l'existència real del qual era quelcom àmpliament suposat en època clàssica. L’illa de Quios apareix esmentada com a pàtria de l’autor a l'Himne homèric a l'Apol·lo deli, per bé que aquesta composició és molt més tardana que la Ilíada i l’Odissea, i resulta difícilment atribuïble a un possible Homer històric. Aquesta connexió amb la regió hel·lènica de Jònia, en general, es veu reforçada pel fet que el dialecte predominant en les obres homèriques és el jònic. Aquest ús lingüístic també ha portat a pensar que aquesta podria haver estat la seva pàtria. A més, és en aquest himne en què es diu que Homer era un home cec, una idea amb una gran repercussió en les posteriors representacions artístiques del poeta:
| «                                           | (grec antic) τυφλὸς ἀνήρ, οἰκεῖ δὲ Χίῳ ἔνι παιπαλοέσσῃ τοῦ μᾶσαι μετόπισθεν ἀριστεύσουσιν ἀοιδαί. | (català) Un home cec, que viu a l’illa rocosa de Quios, els seus cants són els millors fins ara composts. | » |
| — Himne homèric a l’Apol·lo Deli, vv. 172-3 |                                                                                                   | |   |

A partir de l'època hel·lenística, i amb la fundació del Museu d’Alexandria, els comentaristes o escoliastes iniciaran el debat qüestionant que la Ilíada i l’Odissea siguin del mateix autor. Ja en aquesta època trobem dos corrents al respecte: els unitaris, que sostenen que Homer va compondre les dues obres, i els separadors o coritzons, que sostenen que l’Odissea és d’un altre poeta.
Els motius que empenyeren els alexandrins a iniciar el debat segueixen sent alguns dels pilars en què se’l fonamenta encara avui. Les contradiccions en l'estil, en la llengua i en la descripció de la vida d’alguns personatges van ser els principals causants d’incitar la qüestió. Alguns exemples clàssics d’aquestes últimes contradiccions els trobem a la Ilíada, quan Menelau mata el rei Pilemenes (Ilíada, 5.576) i aquest després apareix lamentant la mort del seu fill (13.658); o quan Zeus declara que Hèctor perseguirà els aqueus fins a les naus d'Aquil·les (15.63), però finalment ataca la nau de Protesilau (15.704).
Un cas apartat d’aquestes consideracions el trobem a l’obra de Flavi Josep, en què l’autor diu que Homer no va escriure les seves obres, sinó que es van anar preservant cantades oralment. Precisament, aquesta acabaria sent una de les principals tesis de Wolf ja al segle xviii.

## Wolf i els analistes

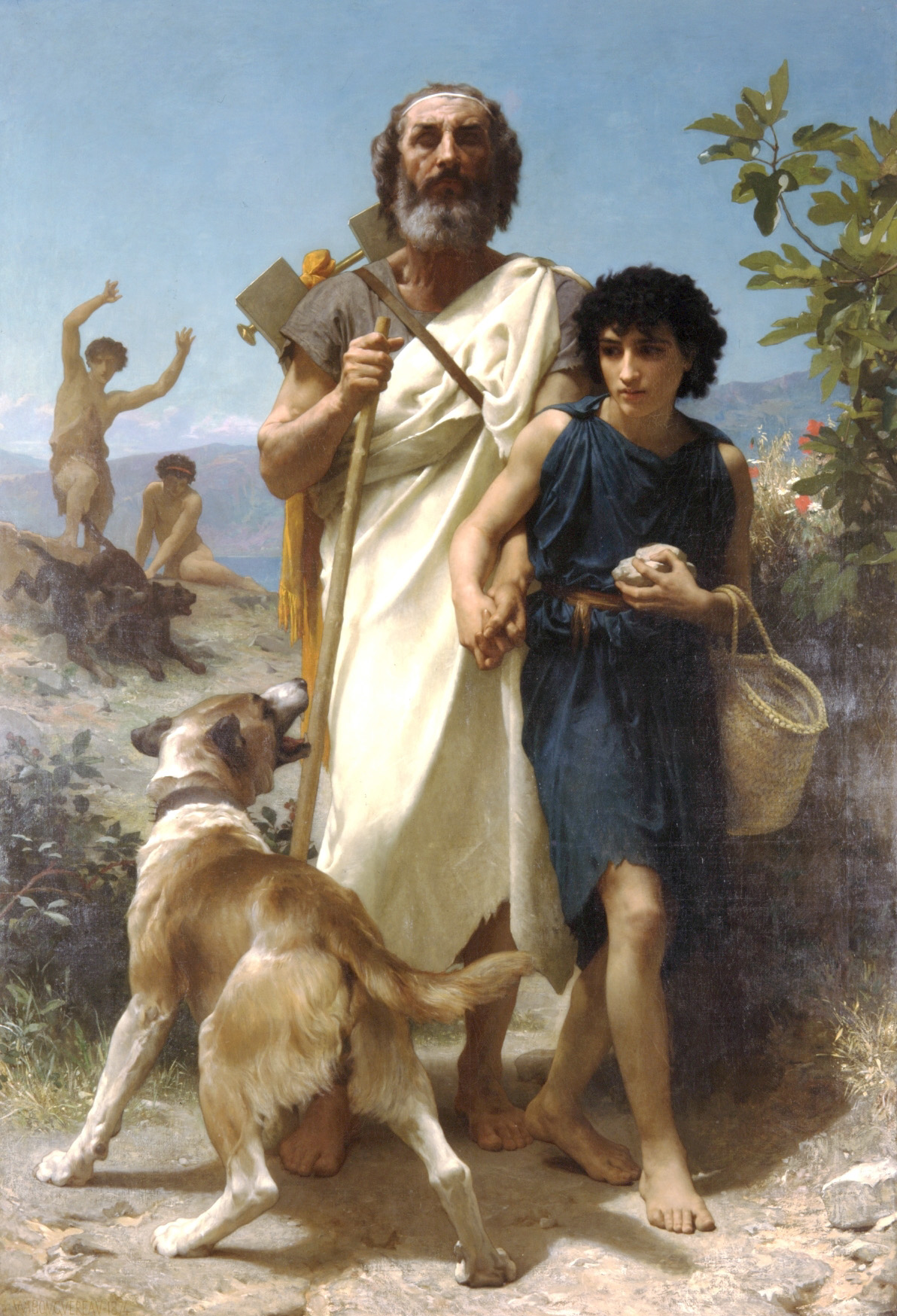
William-Adolphe Bouguereau (1825-1905) - Homer i el seu guia (1874)

Friedrich August Wolf va revifar la qüestió homèrica amb la publicació de Prolegomena ad Homerum (1795), basant-se en el supòsit que Homer va viure en una època sense un coneixement massificat de l'escriptura a Grècia –una hipòtesi que els hel·lenistes actuals consideren falsa-. La tesi de Wolf era que hi havia hagut un compilador que s’havia dedicat a ajuntar en un sol poema els cants d’un Homer històric i molt anterior a aquell. El suposat compilador hauria viscut en època del tirà Pisístrat, uns dos-cents anys després de la data en què la tradició situava el poeta.
A partir d’aquí, Wolf encetava un camí d’investigació consistent a destriar quins escrits eren autènticament homèrics i quins pertanyien a autors posteriors camuflats sota la firma d’Homer. Aquesta feina va ser duta a terme pels filòlegs anomenats analistes, que buscaven incongruències als textos per esclarir-ne l’autenticitat, i que van anar proposant divisions de l’obra homèrica segons aquests criteris, així com descartant-ne parts per considerar-les interpolacions.
Una de les teories analistes afirmava, per exemple, que una Ilíada primitiva i breu hauria anat cobrant extensió fins a assolir les dimensions amb què ens ha arribat a nosaltres (teoria de l’ampliació). Una altra, que la Ilíada constava de setze cants individuals, i no dels vint-i-quatre que tenim nosaltres (teoria dels cants). Finalment, també es va proposar que la Ilíada i també l’Odissea les formaven diferents i petites epopeies de proporcions diverses (teoria de la compilació).
Oposats a Wolf, i entroncant amb la tradició anterior a Alexandria, hi havia els filòlegs unitaristes, que se centraven en posar de manifest el valor de l’obra homèrica en la seva totalitat. Aquesta visió va tornar a guanyar pes després de la Primera Guerra Mundial i fins a l’aparició dels estudis i investigacions de Milman Parry.

## Milman Parry i l’oralitat
Un dels punts en què se sustentaven les teories analistes era l’anàlisi de la llengua homèrica. El grec homèric és un dialecte específic del grec antic que servia només com a llengua de poesia, atès que el formaven una barreja de diferents dialectes grecs. A més, i sovint per a adaptar-se a la mètrica dels poemes, el grec homèric presenta paraules i formes irregulars i exclusives, repeticions, epítets i fórmules. Alguns exemples clàssics d’aquests fenòmens els trobem quan apareix un personatge a l’obra d’Homer; així, quan apareix la deessa Atena se’ns diu que té ulls d’òliba (Ilíada, 1.206); del guerrer Aquil·les se’ns diu que és de peus lleugers (Ilíada, 1.121); i l’aurora, personificada en la deessa Eos, té dits de rosa (Odissea, 2.1). Aquests adjectius que acompanyen sempre el mateix personatge són coneguts com a epítets èpics, i constitueixen només algunes de les nombroses repeticions i fórmules dels poemes homèrics.
Milman Parry, professor a la Universitat Harvard, va centrar la seva anàlisi en aquestes repeticions tot aprofitant bona part de la feina feta pels analistes, per bé que ho va fer per a replantejar la qüestió homèrica i la seva mateixa formulació. Parry va descobrir que les fórmules de la Ilíada i l’Odissea es combinen d’una manera econòmica i únicament explicable dins d’un context de poesia oral i recitada. Afegia també que a la força havien de ser producte d’una llarga tradició i no d’un únic poeta.
La teoria de Parry es va veure reforçada pel seu treball de camp centrat a documentar i enregistrar bards de Iugoslàvia durant els anys 1933 i 1935. Els poetes d’aquest país, anomenats guslari, improvisaven el text de cada poema a cada moment de recitació sobre la base d'unes fórmules preestablertes i als continguts de cada episodi. Parry, i posteriorment el seu deixeble Albert Lord, van anomenar aquesta forma de compondre textos amb el nom d’hipòtesi oral formular. L'extrapolació d’aquesta tècnica poètica a l’antiga Grècia i a l’època d’Homer va provocar un escepticisme inicial, però acabà per imposar-se i per marcar la qüestió homèrica fins al dia d’avui.

## La qüestió homèrica avui
Amb la incorporació d’especialistes en cultures orals, el debat de la qüestió homèrica avui dia ha sigut revisat i contrastat amb dades provinents d'altres cultures. Parry i Lord van situar la composició de les obres homèriques en un context essencialment oral, una idea que els estudiosos actuals matisen. Sembla que la Grècia d'època arcaica vivia en un estadi intermedi entre l’oralitat i l'escriptura, i que va ser en aquest context en què els poemes homèrics es devien gestar. La idea de Parry que les repeticions homèriques responen en tot moment a fórmules orals també ha sigut revisada.
Pel que fa a la fixació dels textos homèrics i a la seva datació, la hipòtesi de Wolf que la situava durant els anys de Pisístrat ha cedit a la idea que es devien fixar del tot sota la Biblioteca d’Alexandria, als voltants del segle ii aC. L'existència o no d’un Homer històric i de la seva identitat suscita encara avui dia una gran quantitat de literatura científica.